# Британска Девичанска Острва на Светском првенству у атлетици у дворани 2010.
Британска Девичанска Острва су учествовала на Светском првенству у атлетици у дворани 2010. одржаном у Дохи од од 12. до 14. марта. У свом другом учешћу на светским првенствима у дворани, репрезентацију Британских Девичанских Острва представљала је једна атлетичарка, која се такмичила у трци на 60 метара.
Представница Британских Девичанских Острва, није освојила ниједну медаљу, али је три пута поправљала свој најбољи резултат сезоне. У табели успешности према броју и пласману атлетичара који су учествовали у финалним такмичењима (првих 8 такмичара) Британска Девичанска Острва је са једним учесником у финалу делила 44. место са освојена 3 бода..
| Плас. | Земља                       | 1. место | 2. место | 3. место | 4. место | 5. место | 6. место | 7. место | 8. место | Бр. финал. | Бод. |
| ----- | --------------------------- | -------- | -------- | -------- | -------- | -------- | -------- | -------- | -------- | ---------- | ---- |
| =44.  | Британска Девичанска Острва | 0        | 0        | 0        | 0        | 0        | 1        | 0        | 0        | 1          | 3    |

## Учесници
Жене:
- Тахесија Хараган-Скот — 60 м

## Резултати

### Жене
| Атлетичарка           | Дисциплина | Лични рекорд | Квалификација | Квалификација | Полуфинале | Полуфинале    | Финале   | Финале      | Детаљи |
| Атлетичарка           | Дисциплина | Лични рекорд | Резултат      | Место         | Резултат   | Место         | Резултат | Место       | Детаљи |
| --------------------- | ---------- | ------------ | ------------- | ------------- | ---------- | ------------- | -------- | ----------- | ------ |
| Тахесија Хараган-Скот | 60 м       | 7,09 НР      | 7,26 ЛРС      | 3. у гр. 1 КВ | 7,22 ЛРС   | 3. у пф. 1 кв | 7,17 ЛРС | 6 / 34 (35) |        |